# Loso
Loso är ett thailändskt rockband bildat i Bangkok år 1996. Bandet består av Seksan Sookpimay (Sek Loso) på sång och gitarr, Pradit Worasuttipisit (Dit Loso) på bas, Eric Lavansch (Eric Loso) på trummor, och Vorabut Tiaprasert (Tom Loso) på gitarr. Efter att bandet splittrats år 2002 flyttade huvudsångaren Sek Loso till London i England och fortsatte att framträda med nya musiker.

## Diskografi

### Loso
- 1996 - Lo Society
- 1996 - Lo Society Bonus Tracks
- 1997 - Redbike Story
- 1998 - Entertainment
- 1999 - Best of Loso
- 2000 - Rock & Roll
- 2001 - Losoland
- 2001 - The Red Album
- 2001 - Best of Loso
- 2002 - Loso Concert For Friends

### Sek Loso
- 2003 - 7 August
- 2004 - Bird Sek
- 2004 - Bird Sek Live Concert
- 2005 - Tiger
- 2005 - Sek Loso: The Collection
- 2006 - Sood Chewit Khon Thai
- 2006 - Black & White
- 2006 - 10 Years Rock Vol. 1
- 2006 - 10 Years Rock Vol. 2
- 2006 - 10 Years Rock
- 2007 - For God's Sake
- 2009 - Sek - Album Sek Loso
- 2009 - The 12 years Jai Sung Mah Concert Live performance
- 2009 - Micro Concert With Sek Loso and Big Ass
- 2010 - Sek Loso - Forever Love Hits. Best-Of 16 Love Songs
- 2010 - Sek Loso - Plus